# Banići
Banići (italsky Banicci) je malá vesnice a přímořské letovisko v Chorvatsku v Dubrovnicko-neretvanské župě, spadající pod opčinu Dubrovačko Primorje. Nachází se asi 34 km severozápadně od Dubrovníku. Žije zde 124 obyvatel.